# Apamea amputatrix
Apamea amputatrix är en fjärilsart som beskrevs av Fitch 1856. Apamea amputatrix ingår i släktet Apamea och familjen nattflyn. Inga underarter finns listade i Catalogue of Life.